# Roberto García Morillo
Roberto García Morillo (n. 22 de enero de 1911-f. 26 de octubre de 2003) fue un compositor, profesor y musicólogo argentino.

## Trayectoria
Estudió en la Escuela argentina de música y en el Conservatorio nacional de música con profesores como Julián Aguirre, y Juan José Castro, y posteriormente en París con el pianista Yves Nat.
Trabajó como crítico musical para el diario La Nación desde 1938, y posteriormente publicó en varios periódicos argentinos y norteamericanos. Fue designado profesor de composición musical en los conservatorios Nacional y Municipal de Buenos Aires en 1942. Es autor de la música de las películas El tercer huésped (1946) y Esperanza (1949).
Uno de sus discípulos fue Alberto A. Devoto, pionero en la flauta dulce en el país.

## Obras[2]

### Ópera
- El Caso Maillard op. 41 - 1972/1973 (Libreto con texto del compositor basado en el cuento El sistema del Dr. Tarr y el profesor Fether de Edgar Allan Poe)
- Arkady, el mexicano op. 46 - 1980/1981 (Libreto con texto del compositor basado en el cuento El mexicano de Arkadi Avérchenko)

### Ballet
- Usher op. 8a - 1940/1941
- Harrild op. 9a - 1941

1. Preludio (La esfera de cristal)
2. Fiesta
3. Escena
4. Danza de Harrild
5. Pas – de – deux
6. Conflicto
7. Interludio
8. Encantamiento de Nohrge
9. Ballet
10. Escena
11. Danza final
- Moriana op. 23 - 1957/1958
- La Máscara y el Rostro op. 33 - 1963
- Argentina 1860 op. 43 - 1979/1980
- Octava Cantata (Cantata satírica) op. 50b - 1987
- Décima Cantata (Tango de Plata) op. 53b - 1987/1988

### Orquesta
- Berseker  op. 1 - 1932 (Movimiento sinfónico)
- Suite Orquestal Usher op. 8b - 1940/1941 (Serie sinfónica según Edgar Allan Poe)
- Suite Orquestal de Harrild op. 9b - 1941
- Tres Pinturas de Paul Klee op. 12 - 1944
- El tercer huésped op. 15b - 1944 (Movimiento sinfónico)
- Primera Sinfonía op. 17 - 1946/1948
- Ricercar – Coral op. 19b - 1950/1951
- Obertura para un drama romántico op. 21 - 1954
- Segunda Sinfonía op. 22 - 1954/1955
- Variaciones Olímpicas op. 24 - 1958
- Elegía sobre el nombre Tschaikowsky op. 27 - 1959
- Tres Pinturas de Piet Mondrian op. 29 - 1960
- Tercera Sinfonía op. 30a - 1961
- Divertimento sobre Temas de Paul Klee op. 37b - 1970
- Dionysos op. 30b - 1971
- Homenaje a Manuel de Falla op. 40 - 1971
- Cuarta Sinfonía op. 45b - 1983 (Sinfonía e Notre Dame)
- Quinta Sinfonía (Festiva) op. 39b - 1987

### Orquesta y solista
- Concierto para piano y orquesta op. 6 - 1937/1939
- El Tamarit op. 20a - 1953
- Romances del Amor y de la Muerte op. 28a - 1959
- Música para oboe y orquesta op. 32 - 1962
- Cuarta Cantata (Cantata de los caballeros) op. 34 - 1965
- Música para violín y cuerdas op. 35 - 1967
- Ciclo de Dante Alighieri op. 38 - 1970
- Sexta Cantata op. 42b - 1976 (Cantata de Navidad)
- Metamorfosis sobre aires populares argentinos de Julián Aguirre op. 56 - 1989
- Undécima cantata (Homenaje a García Lorca) op. 55a - 1988/1989
- Concertino español sobre temas recopilados por García Lorca op. 55b - 1990

### Cámara
- Cuarteto op. 5 - 1935/1937
- Las Pinturas Negras de Goya op. 7 - 1939
- Primer Cuarteto op. 19a - 1950/1951
- Divertimento sobre temas de Paul Klee op. 37a - 1967
- Suite Virreinal op. 47a - 1982
- Tango de Plata op. 53a - 1986
- Novena Cantata (Cantata Lírica Homenaje a A. Machado) op. 52b

## Filmografía
- Esperanza (1949)
- El tercer huésped (1946)

## Premios
Recibió premios de la Comisión Nacional de Cultura, de la Municipalidad de la Ciudad de Buenos Aires, Asociación Wagneriana, SADAIC, Rotary Club y Academia Dante Alighieri (1952). En 1989 recibió el Premio Konex de Platino